# خوسيه جيوفاني
خوسيه جيوفاني (بالفرنسية: José Giovanni )‏ (و. 1923 – 2004 م) هو مخرج أفلام، وكاتب سيناريو، وروائي، وكاتب من فرنسا، وسويسرا، ولد في باريس، شارك في WWII Axis collaboration in France ‏، توفي في لوزان، عن عمر يناهز 81 عاماً، بسبب نزف مخي.

## التعليم
تعلم في كلية ستانيسلاس في باريس، وثانوية جانسون دو سايلي.

## وصلات خارجية
- خوسيه جيوفاني على موقع IMDb (الإنجليزية)
- خوسيه جيوفاني على موقع ألو سيني (الفرنسية)
- خوسيه جيوفاني على موقع ميوزك برينز (الإنجليزية)
- خوسيه جيوفاني على موقع تيرنر كلاسيك موفيز (الإنجليزية)
- خوسيه جيوفاني على موقع أول موفي (الإنجليزية)
- خوسيه جيوفاني على موقع قاعدة بيانات الأفلام السويدية (السويدية)
- خوسيه جيوفاني على موقع قاعدة بيانات الفيلم (الإنجليزية)
- خوسيه جيوفاني على موقع كينوبويسك (الروسية)